# Roger Bardet
Pour les articles homonymes, voir Bardet.
Roger Bardet, né à Lyon le 14 mars 1916 et mort à Créteil le 7 avril 1972, est un résistant et traître français. Il fut un agent double, membre de l'organisation de résistance française Carte, basée à Cannes et organisée par André Girard.

## Biographie

### Avant la guerre
Roger Bardet est né à Lyon le 14 mars 1916.
Il est diplômé ingénieur chimiste de la Faculté des sciences de Lyon en juillet 1938.

### Résistance
En novembre 1942, André Marsac, un courrier du réseau Carte, a été arrêté à Paris par l'officier des services de renseignements allemand Hugo Bleicher, dit Colonel Henri. Ce dernier, emprisonné à Fresnes, convainc Marsac qu'il était un officier allemand anti-nazi et pouvait aider à le libérer, mais que cela nécessiterait l'aide d'un autre agent. Marsac a écrit une lettre à Roger Bardet lui demandant de lui rendre visite en prison pour discuter de son évasion. Armé de cette lettre et d'une autre à l'épouse de Marsac, Bleicher partit pour Saint-Jorioz sur les rives du lac d'Annecy, où Peter Churchill avait déménagé le réseau Spindle pour rencontrer Mme Marsac et la persuader de venir à Paris. Il a également rencontré Bardet et Odette Sansom « Lise ».

### Trahison
La réponse de Londres à la demande de transport aérien de Marsac par Bardet et du "Colonel Henri" consistait à refuser catégoriquement et à insister pour qu'il rompe immédiatement le contact avec Marsac et le "Colonel Henri".
Cependant, Bardet a ignoré les ordres et est retourné à Paris où il a rencontré nombre d'autres agents, a été arrêté par Bleicher et placé dans la prison de Fresnes le soir du 15 avril 1943. Bardet est devenu un agent double et a été libéré de prison.Il devient commandant en second de Henri Frager dans le réseau Donkeyman, ce qui entraîne l’arrestation de Frager et la compromission du réseau.
Le réseau Spindle était fortement soupçonné d’avoir trahi André Marsac et Adolphe Rabinovitch « Arnauld » n’a été dissuadé que par Sansom de l’abattre de force.
Après une série d'entretiens quotidiens informels dans la cellule de Marsac, Bleicher savait à peu près tout sur le groupe Spindle à Saint-Jorioz, y compris les noms de Churchill et de Sansom. En avril 1943, il revint à Saint-Jorioz où il les arrêta et les transféra à la prison de Fresnes, où ils ont été interrogés avant d'être transférés dans des camps de concentration. Churchill et Sansom ont été condamnés à mort mais ont survécu, alors que la majorité des agents capturés de la section SOE F ont été exécutés,,.
Bardet a trahi le réseau Inventor, ce qui a conduit à l'arrestation en octobre / novembre 1943 de son organisateur Sidney Jones, opérateur de téléphonie mobile Marcel Clech, et courrier Vera Leigh, qui ont tous été exécutés et qui ont entraîné l'effondrement du réseau.
Bardet a également trahi Henri Frager, un autre ancien membre de Carte qui avait été commandé par le SOE en tant que dirigeant de son circuit Donkeyman, que Bleicher avait arrêté en juillet 1944, et Frager fut ensuite exécuté.
Ayant obtenu sa liberté et sentant que l'Allemagne perdrait la guerre, Bardet rejoignit finalement le mouvement de résistance.
Il a peut-être trahi le réseau Prunus à Toulouse qui a conduit à l'arrestation de Maurice Pertschuk, organisateur ; Marcus Bloom, opérateur de radio ; et plusieurs de leurs collègues clés, entraînant l’effondrement du réseau.

### Capture et condamnation
Bardet fut capturé par les Alliés après la guerre. Condamné à la peine de mort pour trahison le 16 décembre 1949 par la Cour de Justice de la Seine, il fut ensuite libéré,,.